# Raleigh Edward Colston

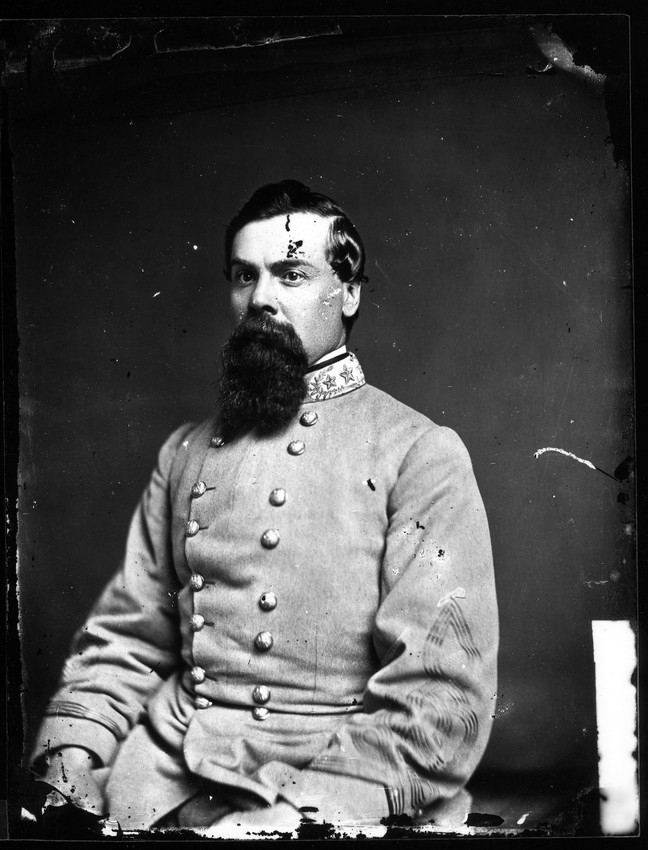
Raleigh Edward Colston

Raleigh Edward Colston (* 31. Oktober 1825 in Paris, Frankreich; † 29. Juli 1896 in Richmond, Virginia) war ein Brigadegeneral der Konföderierten Armee im Sezessionskrieg.

## Leben
Colston wurde in Paris als Sohn amerikanischer Eltern aus Virginia geboren. Im Alter von 17 Jahren kam er in die Vereinigten Staaten und begann sein Studium am Virginia Military Institute, das er 1846 abschloss. Bis zum April 1861 blieb er an diesem Institut als Professor.
Direkt im Anschluss daran ging er nach Richmond, Virginia, um ein Corps Kadetten auszubilden. Im Mai wurde er Colonel des 16. Virginia Infanterie-Regiments in Norfolk (Virginia) und bekam das Kommando zum Schutz des Südufers des James River mit dem Hauptquartier in Smithfield. Am 24. Dezember 1861 beförderte man Colston zum Brigadegeneral und zusammen mit dem 13. und 14. North Carolina Regiment und dem 3. Virginia Regiment bekam er Befehl zur Verteidigung von Yorktown, Virginia. Später nahm er am 5. Mai 1862 an der Schlacht von Williamsburg und am 31. Mai und 1. Juni 1862 an der Schlacht von Seven Pines teil. Danach erkrankte er und nahm seinen Dienst erst wieder im Dezember 1862 auf.
Nach seiner Genesung diente er vorübergehend in Süd-Virginia und North Carolina, ehe er Anfang 1863 Trimbles (vormals „Stonewall“ Jacksons) Division der Army of Northern Virginia zugeteilt wurde. Da Trimble nach seiner Verwundung in der zweiten Schlacht am Bull Run seinen Dienst noch nicht wieder aufgenommen hatte, wurde Colston (wie schon sein Vorgänger Taliaferro) als rangältester Brigadekommandeur mit der Führung der Division beauftragt.
In der Schlacht bei Chancellorsville vom 2. bis 4. Mai 1863 nahm Colstons Division an Jacksons berühmtem Flankenmarsch teil und verlor bei den anschließenden schweren Kämpfen über 2200 Mann. Dennoch zeigte sich General Lee nach der Schlacht unzufrieden mit Colston, und er wurde nicht nur durch Edward „Allegheny“ Johnson abgelöst, sondern auch nach Savannah abkommandiert. Erst im April 1864 wurde er nach Virginia zurückbeordert und beteiligte sich unter General Beauregard an der Verteidigung Petersburgs gegen Benjamin Franklin Butler. Im Juli 1864 wurde er zum Standortkommandanten in Lynchburg ernannt und blieb dort bis zur Kapitulation der Südstaaten.
Nach dem Krieg nahm Colston eine Stelle an der Militärakademie in Wilmington (North Carolina) an, bis er sich 1873 für den Militärdienst in Ägypten verpflichtete, wo er zwei Eroberungs-Feldzüge in den Sudan unternahm. Bei einem Sturz vom Pferd verletzte er sich schwer und blieb bis zu seinem Lebensende teilweise gelähmt. 1879 in die USA zurückgekehrt, widmete sich Colston zunächst seinen literarischen Arbeiten und übernahm dann 1882 bis 1894 eine Position im US-Kriegsministerium in Washington, D.C. Die letzten Lebensjahre bis zu seinem Tod am 29. Juli 1896 verbrachte Colston  krank und verarmt in einem Soldatenheim in Richmond.